# Burneside
Burneside – wieś w Anglii, w Kumbrii, w dystrykcie (unitary authority) Westmorland and Furness. Leży 61 km na południe od miasta Carlisle i 363 km na północny zachód od Londynu. W 2001 miejscowość liczyła 2971 mieszkańców.